# Vad hände när ljuset slocknade?
Vad hände när ljuset slocknade? (originaltitel: Where Were You When the Lights Went Out?) är en amerikansk långfilm från 1968 i regi av Hy Averback, baserad på en pjäs av Claude Magnier.

## Handling
Ett stort strömavbrott inträffar i New York år 1965. Miljoner människor i mörkret, utan elektricitet. En av dem är Waldo, som planerar att stjäla en förmögenhet från sitt företag. Men aktrisen Margaret Garrison och hennes make Peter sätter käppar i hjulen för honom.

## Om filmen
Ett stort strömavbrott ägde verkligen rum i New York, i november år 1965. Filmen är löst baserad på denna händelse.
Doris Day skrev en självbiografi år 1975, och där berättar hon att hon inte ville medverka i Vad hände när.... Men hennes make och manager Martin Melcher skrev under kontraktet för hennes räkning, utan att hon själv visste om det. 
Det blev även Ben Blues sista film.

## Rollista
| Doris Day      | – Margaret Garrison     |
| Robert Morse   | – Waldo Zirrer          |
| Terry-Thomas   | – Ladislaus Walichek    |
| Patrick O'Neal | – Peter Garrison        |
| Lola Albright  | – Roberta Lane          |
| Steve Allen    | – Radio Announcer       |
| Jim Backus     | – Tru-Blue Lou          |
| Ben Blue       | – Man with a Razor      |
| Pat Paulsen    | – Conductor             |
| Dale Malone    | – Otis J. Hendershot Jr |
| Robert Emhardt | – Otis J. Hendershot Sr |
| Harry Hickox   | – Detective Captain     |
| Parley Baer    | – Dr. Dudley Caldwell   |
| Randy Whipple  | – Marvin Reinholtz      |
| Earl Wilson    | – Sig själv             |